# Romagny-sous-Rougemont
Romagny-sous-Rougemont település Franciaországban, Territoire de Belfort megyében. Lakosainak száma 214 fő (2022. január 1.). Romagny-sous-Rougemont Petitefontaine, Anjoutey, Felon, Leval, Rougemont-le-Château és Saint-Germain-le-Châtelet községekkel határos.

## Népesség
A település népessége az elmúlt években az alábbi módon változott:
| Lakosok száma | 201  | 211  | 223  | 218  | 220  | 221  | 219  | 216  | 214  |
|               | 2013 | 2015 | 2016 | 2017 | 2018 | 2019 | 2020 | 2021 | 2022 |